# (10927) Vaucluse
(10927) Vaucluse (1998 BB42) – planetoida z pasa głównego asteroid okrążająca Słońce w ciągu 4,2 lat w średniej odległości 2,6 j.a. Odkryta 29 stycznia 1998 roku.